# Bibliothek für Socialwissenschaft
Die Bibliothek für Socialwissenschaft bzw. mit vollständigem Titel Bibliothek für Socialwissenschaft: mit besonderer Rücksicht auf sociale Anthropologie und Pathologie ist eine Buchreihe, die in Leipzig von 1895–1898 erschien. Sie wurde in Gemeinschaft mit Havelock Ellis, Enrico Ferri, Cesare Lombroso, Gustav H. Schmidt, Giuseppe Sergi und Werner Sombart von Hans Kurella herausgegeben, dem deutschen Schüler des italienischen Rassentheoretikers Lombroso.
Die Strafrechtstheorie Enrico Ferris – des Begründers der positivistischen Strafrechtsschule (Scuola Positiva) – hatte die Lehre Lombrosos von dem „geborenen Verbrecher“ erweitert und in seiner Kriminal-Sociologie (Band 8 der Reihe) neben dem angeborenen – nach seiner Bezeichnung: anthropologischen – Faktor des Verbrechens eine Reihe anderer Faktoren unterschieden und eine Klassifikation der Verbrecher versucht.

## Bände
- 1 Die Vererbung, psychologische Untersuchung ihrer Gesetze, ethischen und socialen Konsequenzen. Théodule Ribot. Leipzig 1895 Digitalisat
- 2 Natürliche Auslese und Rassenverbesserung / von John B. Haycraft. Leipzig 1895
- 3 Mann und Weib: Anthropologische und psychologische Untersuchung der sekundären Geschlechtsunterschiede / von Havelock Ellis Digitalisat
- 4 Ellis, Havelock: Verbrecher und Verbrechen. Leipzig 1895 Digitalisat
- 5 Socialismus und moderne Wissenschaft. Ferri, Enrico. Leipzig: Wigand, 1895
- 6 Die Zwitterbildungen: Gynaekomastie, Feminismus, Hermaphrodismus. Laurent, Emile. Leipzig 1896 Digitalisat
- 7 Ellis, Havelock/Symonds, J. A.: Das konträre Geschlechtsgefühl. Leipzig 1896 Digitalisat
- 8 Ferri, Enrico: Das Verbrechen als soziale Erscheinung. Leipzig 1896 Digitalisat
- 9 Die marxistische Socialdemokratie / von Max Lorenz. Leipzig 1896 Digitalisat
- 10 Demokratie und Socialismus. Julius Platter. Leipzig: Wigand 1897 Digitalisat
- 11 Englische Socialreformer, herausgegeben von M. Grunwald. Leipzig: Wigand
- 12 Allgemeine Epidemiologie / von Adolf Gottstein. Leipzig 1897 Digitalisat
- 13 Der Alkoholismus nach Wesen, Wirkung und Verbreitung / von Alfred Grotjahn. Leipzig 1898
- 14
- 15 Cesare Lombroso: Entartung und Genie. Neue Studien von Cesare Lombroso. Leipzig 1894